# Nevio De Zordo
Nevio De Zordo (11 de marzo de 1943-26 de marzo de 2014) fue un deportista italiano que compitió en bobsleigh en las modalidades doble y cuádruple.
Participó en dos Juegos Olímpicos de Invierno en los años 1972 y 1976, obteniendo una medalla de plata en Sapporo 1972 en la prueba cuádruple. Ganó cuatro medallas en el Campeonato Mundial de Bobsleigh entre los años 1965 y 1970.

## Palmarés internacional
| Juegos Olímpicos   | Juegos Olímpicos             | Juegos Olímpicos | Juegos Olímpicos |
| Año                | Lugar                        | Medalla          | Prueba           |
| ------------------ | ---------------------------- | ---------------- | ---------------- |
| 1972               | Sapporo (Japón)              | Medalla de plata | Cuádruple        |
| Campeonato Mundial |                              |                  |                  |
| Año                | Lugar                        | Medalla          | Prueba           |
| 1965               | Sankt Moritz (Suiza)         | Medalla de plata | Cuádruple        |
| 1967               | Alpe d'Huez (Francia)        | Medalla de plata | Doble            |
| 1969               | Lake Placid (Estados Unidos) | Medalla de oro   | Doble            |
| 1970               | Sankt Moritz (Suiza)         | Medalla de oro   | Cuádruple        |